# جو آه رام
جو آه رام (کره‌ای: 조아람؛ زادهٔ جو هه یون در ۵ اوت ۲۰۰۰) بازیگر اهل کره جنوبی است. او عضو گروه دخترانه کره‌ای گوگودان بوده است.

## اوایل زندگی و تحصیلات
جو هه یون تحصیلات دبیرستانی خود را در مدرسه هنرهای نمایشی سئول در رشته موسیقی عملی به پایان رساند و سپس در رشته بازیگری از مؤسسه هنر سئول فارغ‌التحصیل شد.

## حرفه
او در سال ۲۰۱۶ حرفه‌اش را به عنوان خواننده با گروه دخترانه کره‌ای گوگودان آغاز کرد و سال بعد با کانگ می نا، یکی از اعضای گروه، یک زیرگروه به نام گوگودان اوگواوگو تشکیل داد. با این حال طبق اعلام آژانسش، او در ماه مه ۲۰۱۸ به دلیل مشکلات سلامتی و نیاز به استراحت، به‌طور موقت از گروه جدا شد. سپس در ۲۵ اکتبر همان سال، تصمیم به ترک دائمی گروه گرفت تا بیشتر بر سلامتی خود و تحصیلاتش تمرکز کند. جو هه یون با انتشار یک نامه دست‌نویس از هوادارانش خداحافظی کرد.
پس از یک وقفهٔ چند ساله که در آن تحصیلات دانشگاهی خود را به پایان رساند، او نام جو آه رام را برگزید و از موسیقی به بازیگری روی آورد. او در این زمینه کیم ته ری را به عنوان الگوی خود معرفی کرده است. با این حال، در یک مصاحبه در سال ۲۰۲۲، او گفت که اگر فرصت داشته باشد، احتمال بازگشت به دنیای موسیقی را رد نمی‌کند. در تاریخ ۴ مارس ۲۰۲۲، آژانس بیاند جِی اعلام کرد که او قرارداد انحصاری با این آژانس امضا کرده است.
در سال ۲۰۲۲، او به عنوان بازیگر با یک نقش کوچک در مجموعه تلویزیونی لیست خرید قاتل به ایفای نقش پرداخت. او در این مجموعه نقش آل با، یک کارمند پاره‌وقت در سوپرمارکت ام‌سی مارت، را بازی کرد. در مجموعه تلویزیونی دکتر چا (۲۰۲۳)، نقش او خیلی پررنگ‌تر بود. او در این سریال نقش سو را، پزشک رزیدنت سال سوم و فردی کمال‌گرا را ایفا کرد که با وجود جوان‌تر بودن، از نظر جایگاه شغلی بالاتر از شخصیت اصلی، چا جونگ سوک (اوم جونگ هوا) است؛ چا جونگ سوک همچنین مادر دوست‌پسر سو را نیز هست.
در مارس ۲۰۲۳، اعلام شد که او در اولین تجربه سینمایی خود در فیلم پیروزی، به کارگردانی پارک بوم سو بازی خواهد کرد. او در این فیلم نقش سه هیون، جوانی که به عنوان انیماتور در سئول کار می‌کند را ایفا کرد. فیلم‌برداری این فیلم در ژوئن ۲۰۲۳ به پایان رسید.
نخستین نقش اصلی او در سال ۲۰۲۴ با مجموعه تلویزیونی حسابرس‌ها آغاز شد. او در این مجموعه نقش سو جین، یک کارمند جوان در تیم حسابرسی یک شرکت ساختمانی را بازی می‌کند. نیمههٔ دوم ماه اوت همان سال، بلافاصله پس از پایان پخش این مجموعه، فیلم پیروزی منتشر شد. این فیلم یک درام ورزشی موزیکال است که اولین تجربه سینمایی او به‌شمار می‌آید.

## فیلم‌شناسی

### فیلم
| سال  | عنوان  | نقش         | منابع                |
| ---- | ------ | ----------- | -------------------- |
| ۲۰۲۴ | پیروزی | کیم سه هیون | [ ۱۳ ] [ ۱۷ ] [ ۱۶ ] |

### مجموعه تلویزیونی
| سال  | عنوان          | نقش        | منابع         |
| ---- | -------------- | ---------- | ------------- |
| ۲۰۲۲ | لیست خرید قاتل | آل با      | [ ۷ ] [ ۹ ]   |
| ۲۰۲۳ | دکتر چا        | جون سو را  | [ ۱۸ ] [ ۱۹ ] |
| ۲۰۲۴ | حسابرس‌ها       | یون سو جین | [ ۱۵ ] [ ۲۰ ] |